# Mantelwelle

Störmodell, Abschirmung beim Koaxialkabel wirkt als Goubau-Leitung

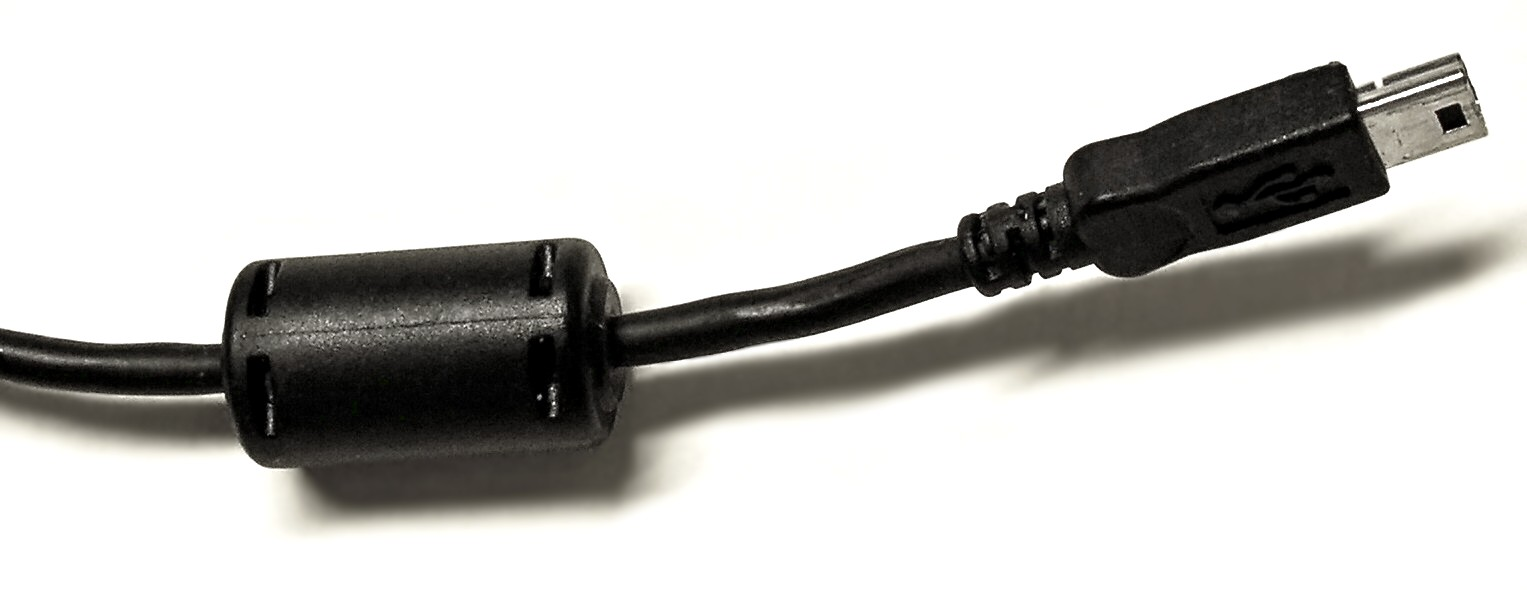
USB-Stecker mit Ferritkerndrossel als Mantelwellensperre

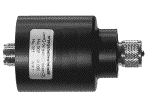
Mantelwellensperre für größere Leistungen

Eine Mantelwelle ist eine Form einer elektromagnetischen Welle auf Leitungen. Auf einem Leiter verläuft sie zum Beispiel entlang des Außenmantels einer Koaxialleitung. Den Rückleiter bildet das den Außenleiter umgebende Massesystem. Dieses kann z. B. aus einem räumlich nahen oder fernen Erdpotential bestehen.
Mantelwellen können auch durch Induktion des eigentlichen Sendesignals auf der Außenseite des Koaxschirms entstehen. Hier muss die Mantelwellensperre allerdings nicht am Anfang oder am Ende der Leitung angebracht werden, sondern im Strombauch der Mantelwelle. Diese Sperre ist frequenzabhängig und deshalb bei Mehrbandantennen sehr problematisch, besonders dann, wenn die Antennenzuleitung parallel zum Strahler geführt wird.
Mantelwellen können bei Sendeanlagen den Wirkungsgrad senken und wegen der mit der Mantelwelle verknüpften ungewollten Aussendung elektromagnetischer Funkwellen elektronische Geräte in der Nähe stören. Außerdem führen Mantelwellen, die durch Unterschiede im Massepotential an den Enden eines Koaxialkabels entstehen, zu Gleichtaktsignalen, die dem Nutzsignal als Störspannung überlagert werden (siehe Gleichtaktstörung). Mantelwellen können Ursache von Brummschleifen sein.

## Maßnahmen zur Verringerung
Hochfrequente Mantelwellen lassen sich mittels eines Mantelwellenfilters (auch Mantelwellenabsorber oder -sperre genannt) bedämpfen oder verhindern, der im oder nahe dem Gerät auf eine Koaxialleitung aufgebracht wird. Im einfachsten Fall ist das ein Ferritkern; er umfasst beim Koaxialkabel Innen- und Außenleiter und wirkt als stromkompensierte Drossel oder Gleichtaktdrossel. Gleichzeitig wirkt ein Ferritkern transformatorisch, sodass ein Nutzsignal als Gegentaktsignal gestützt wird. Zur Erhöhung der Induktivität gegenüber dem ungewollten Gleichtaktsignalanteil kann das Kabel auch mehrmals durch den Kern geführt werden.
Außerdem werden oft kapazitive Mantelstromfilter eingesetzt.
Mit einem Balun können sich Mantelwellen vermeiden lassen, wenn eine symmetrische Leitung an eine unsymmetrische Leitung, z. B. ein Koaxialkabel, angeschlossen wird; ohne Einsatz des Baluns entstünden auf der unsymmetrischen Leitung Mantelwellen. Ein Anwendungsfall hierfür ist die Verbindung einer symmetrischen Dipolantenne mit einer Koaxialleitung.

### Mantelwellensperren im Amateurfunk
Koaxialkabelgespeiste Antennen oder eine schlechte Erdung hochfrequenter Ströme führen oft zu Mantelwellen. Eine einfache Lösung zur Unterdrückung dieser Wellen sind etwa 10 Windungen Koaxialkabel um einen Eisen-Ring mit möglichst hoher Permeabilität. Bericht mit zahlreichen Messungen.